# わが祖国ガンビアのために
わが祖国ガンビアのために（For The Gambia Our Homeland）はガンビア共和国の国歌である。独立の1965年に採用された。ヴァージニア・ジュリー・ホウェ作詞。ジェレミー・フレドリック・ホウェ作曲。曲はマンディンカ族の歌である『フォーデー・カバ・ドゥンバヤ』をもとにしている。

## 歌詞 (英語)
For The Gambia, our homeland
We strive and work and pray, 
That all may live in unity,
Freedom and peace each day. 
Let justice guide our actions 
Towards the common good,
And join our diverse peoples 
To prove man's brotherhood. 
We pledge our firm allegiance, 
Our promise we renew;
Keep us, great God of nations, 
To The Gambia ever true.

## 歌詞 (日本語)
我らの故郷 ガンビアのために
労働に努め そして祈る
すべての民が団結し暮らせることを
常に自由と平和が在らんことを
正義よ 我らを導き給え
共通の善のために
そして多くの民を参加させよ
兄弟愛を示すために
我らは確固たる忠誠を持ち
そして誓いを立てる
国々の偉大なる神よ 我らを守り給え
ガンビアの真理のために